# Hamilton : Dans l'intérêt de la nation
Pour plus de détails, voir Fiche technique et Distribution.
Hamilton : Dans l'intérêt de la nation (Hamilton: I nationens intresse) est un film suédois réalisé par Kathrine Windfeld, sorti en 2012. C'est le premier film d'une trilogie. Il est suivi de Hamilton 2 : Détention secrète (2012).

## Synopsis
L'agent secret suédois Carl Hamilton a infiltré une branche de la mafia russe sur le point de vendre des missiles suédois à des terroristes. Lors de la transaction, un groupe d'hommes lourdement armés tue tous les protagonistes à l'exception de Hamilton et s'empare des missiles. Hamilton se lance sur leurs traces.

## Fiche technique
- Réalisation : Kathrine Windfeld
- Scénario : Stefan Thunberg, d'après le roman I nationens intresse de Jan Guillou
- Photographie : Jonas Alarik
- Montage : Sofia Lindgren
- Musique : Philippe Boix-Vives et Jon Ekstrand
- Pays d'origine :  Suède
- Langue originale : suédois, anglais, russe, arabe
- Format : couleur - 2,35:1
- Genre : film d'espionnage
- Durée : 109 minutes
- Dates de sortie : 
  -  Suède : 13 janvier 2012

## Distribution
- Mikael Persbrandt : Carl Hamilton
- Pernilla August : Sara Landhag
- Jason Flemyng : Rob Hart
- David Dencik : Tomas Tideman
- Saba Mubarak : Mouna al Fathar
- Lennart Hjulström : DG
- Peter Andersson : Staffan Wärnman
- Ray Fearon : Benjamin Lee
- Gustaf Hammarsten : Martin Lägerback
- Leo Gregory : Miller
- Liv Mjönes : Johanna Runestam
- Fanny Risberg : Maria Solska
- Kevin McNally : Harold Smith
- Terry Carter : Josef Bekele

## Accueil
Le film a réalisé 512 661 entrées au box-office suédois, se plaçant à la 7e place des films ayant réalisé le plus d'entrées en Suède en 2012 et à la première des films suédois.